# La Nouvelle Manga
La Nouvelle Manga est un mouvement graphique et littéraire transculturel créé par Frédéric Boilet en 2001, regroupant des auteurs de bandes dessinées français et japonais.

## Historique, concept et acteurs de ce courant transculturel
L'expression nouvelle manga, inventée par le Japonais Kiyoshi Kusumi, rédacteur en chef à l'époque de Comickers, servait tout d'abord à définir le seul travail de Frédéric Boilet : « Manga Nouvelle Vague no tanjō ! » (漫画ヌーヴェルヴァーグの誕生！, « Naissance de la Manga Nouvelle Vague ! »),.
Pour Frédéric Boilet et les autres participants, il y a des passerelles à créer entre les bandes dessinées japonaise et européenne, du moins entre les bandes dessinées d'auteurs de ces pays. D'après eux, la bande dessinée européenne s'est longtemps cantonnée à des thèmes extraordinaires (en rupture avec l'ordinaire, le quotidien) tels que la science-fiction, le récit historique ou d'aventures, alors que son homologue japonais utiliserait davantage le thème du quotidien — même si ces œuvres-ci sont peu traduites en Europe.
Se sont associés de manière plus ou moins distante aux productions et aux débats qui entourent la Nouvelle Manga : Moyoko Anno, Aurélia Aurita, David B., Matthieu Blanchin, Frédéric Boilet, Nicolas de Crécy, Étienne Davodeau, Yōji Fukuyama, Emmanuel Guibert, Kazuichi Hanawa, Daisuke Igarashi, Little Fish, Taiyō Matsumoto, Fabrice Neaud, Loïc Néhou, Benoît Peeters, Frédéric Poincelet, David Prudhomme, François Schuiten, Joann Sfar, Kiriko Nananan, Hideji Oda, Kan Takahama, Jirō Taniguchi, Yoshiharu Tsuge, Vanyda et Naito Yamada.
L'événement Manifeste de la Nouvelle Manga (ヌーベル漫画宣言, Nūberu manga sengen) a eu lieu à Tokyo du 29 septembre au 14 octobre 2001 dans le cadre du festival art-Link, consistant en plusieurs expositions au musée de l'Université des Arts de Tokyo, dans les galeries SD602 Kingyo et Fuji no ma (藤の間) et autour d'Ueno, et une conférence à l'institut franco-japonais de Tokyo.

## Ouvrages Nouvelle Manga édités en France
- Frédéric Boilet, Benoît Peeters et Jirō Taniguchi Tôkyô est mon jardin, Casterman, 1997
- Frédéric Boilet, L'Épinard de Yukiko, Ego Comme X, 2001
- Frédéric Boilet et Kan Takahama Mariko Parade, Casterman, 2003
- Yoshiharu Tsuge, L'Homme sans talent, Ego Comme X, 2004
- Kiriko Nananan, Blue, Casterman, 2004
- Vanyda, L'Immeuble d'en face, La Boîte à bulles, 2004
- Kazuichi Hanawa, Dans la prison, Ego Comme X, 2005
- Hideji Oda, Le Terrain vague, Casterman, 2005
- Moyoko Anno, Aurélia Aurita, Frédéric Boilet, Nicolas de Crécy, Étienne Davodeau, Little Fish, Emmanuel Guibert, Kazuichi Hanawa, Daisuke Igarashi, Taiyō Matsumoto, Fabrice Neaud, Benoît Peeters, David Prudhomme, François Schuiten, Joann Sfar et Kan Takahama, Japon, Casterman, 2005
- Aurélia Aurita, Fraise et Chocolat, Les Impressions Nouvelles, 2006
- Aurélia Aurita, Fraise et Chocolat 2, Les Impressions Nouvelles, 2007
- Aurélia Aurita, Je ne verrai pas Okinawa, Les Impressions Nouvelles, 2008